# 谢元 (1975年)
谢元（1975年6月—），男，汉族，江苏连云港人。中国共产党党员。中华人民共和国政治人物。现任天津市人民政府副市长。

## 生平
曾任南京市溧水区委书记、天津市东丽区区长、天津市东丽区委书记。
2023年1月，任天津市人民政府副市长，分管住房、城市管理、自然资源等工作。